# Nicolae de Grigorcea
Nicolae de Grigorcea (14. července 1839 – leden 1889 Vídeň) byl rakouský politik rumunské národnosti z Bukoviny, v 2. polovině 19. století poslanec Říšské rady.

## Biografie
Až do své smrti zasedal jako poslanec Bukovinského zemského sněmu.
Byl poslancem Říšské rady (celostátního parlamentu Předlitavska), kam nastoupil v doplňovacích volbách roku 1882 za kurii velkostatkářskou v Bukovině, II. voličský sbor. Slib složil 5. prosince 1882. Mandát zde obhájil ve volbách roku 1885. Poslancem byl do své smrti roku 1889. Pak ho nahradil Leon Goian. Ve volebním období 1879–1885 se uvádí jako rytíř Dr. Nikolaus Grigorcia, statkář, bytem Černovice. Na Říšské radě se po volbách roku 1885 uvádí jako člen Hohenwartova klubu. Politickým založením byl konzervativcem.
Zemřel náhle v lednu 1889 ve Vídni.
V politice se angažovali i další členové jeho rodu. Roku 1892 byl na Bukovinský zemský sněm v doplňovací volbě za kurii venkovských obcí zvolen jistý rytíř Grigorcea, který byl stoupencem rumunského politického tábora.